# Grottarossa
Grottarossa è la cinquantaseiesima zona di Roma nell'Agro romano, indicata con Z. LVI.

## Geografia fisica

### Territorio
Si trova nell'area nord di Roma, a ridosso ed internamente al Grande Raccordo Anulare e contigua al fiume Tevere.
La zona confina:
- a nord con la zona Z. LVII Labaro[1]
- a est con le zone Z. III Castel Giubileo[2] e Z. I Val Melaina[3]
- a sud con il quartiere Q. XVIII Tor di Quinto[4]
- a sud con il suburbio S. I Tor di Quinto[5]
- a ovest con la zona Z. LIII Tomba di Nerone[6]

## Storia
Grottarossa era attraversata dall'antica via Veientana che si staccava dalla via Cassia e collegava Roma con Veio.
Il tracciato di questa via è ormai quasi completamente inglobato dall'urbanizzazione delle zone di Tomba di Nerone e della stessa Grottarossa.
Una delle poche testimonianze dell'antica strada (che come le altre fuori dalle mura era affiancata da sepolcreti) è il Sepolcro dei Veienti, struttura funebre della prima età imperiale di notevoli dimensioni che si trova, in stato di semi abbandono, all'interno del parco chiamato Parco Papacci.
Presso il moderno ospedale di Sant'Andrea sono visibili due tombe di fattura etrusca, nella vicina via di Quarto Annunziata.

La zona prende il nome da grotte scavate nel tufo rosso, trovate nei pressi della omonima via di Grottarossa e dove, presumibilmente, abitavano degli ominidi preistorici (probabilmente uomini di Neandertal o Homo sapiens).

Anche un'altra via presso l'incrocio di via di Grottarossa con via Flaminia pare prendere il nome da un tipo di tufo (via di Quarto Peperino), così come Saxa Rubra (sassi rossi).
La strada in questo punto, secondo un'antica carta del 1692, prendeva il nome di Viatrium ad Flaminiam.

## Monumenti e luoghi d'interesse

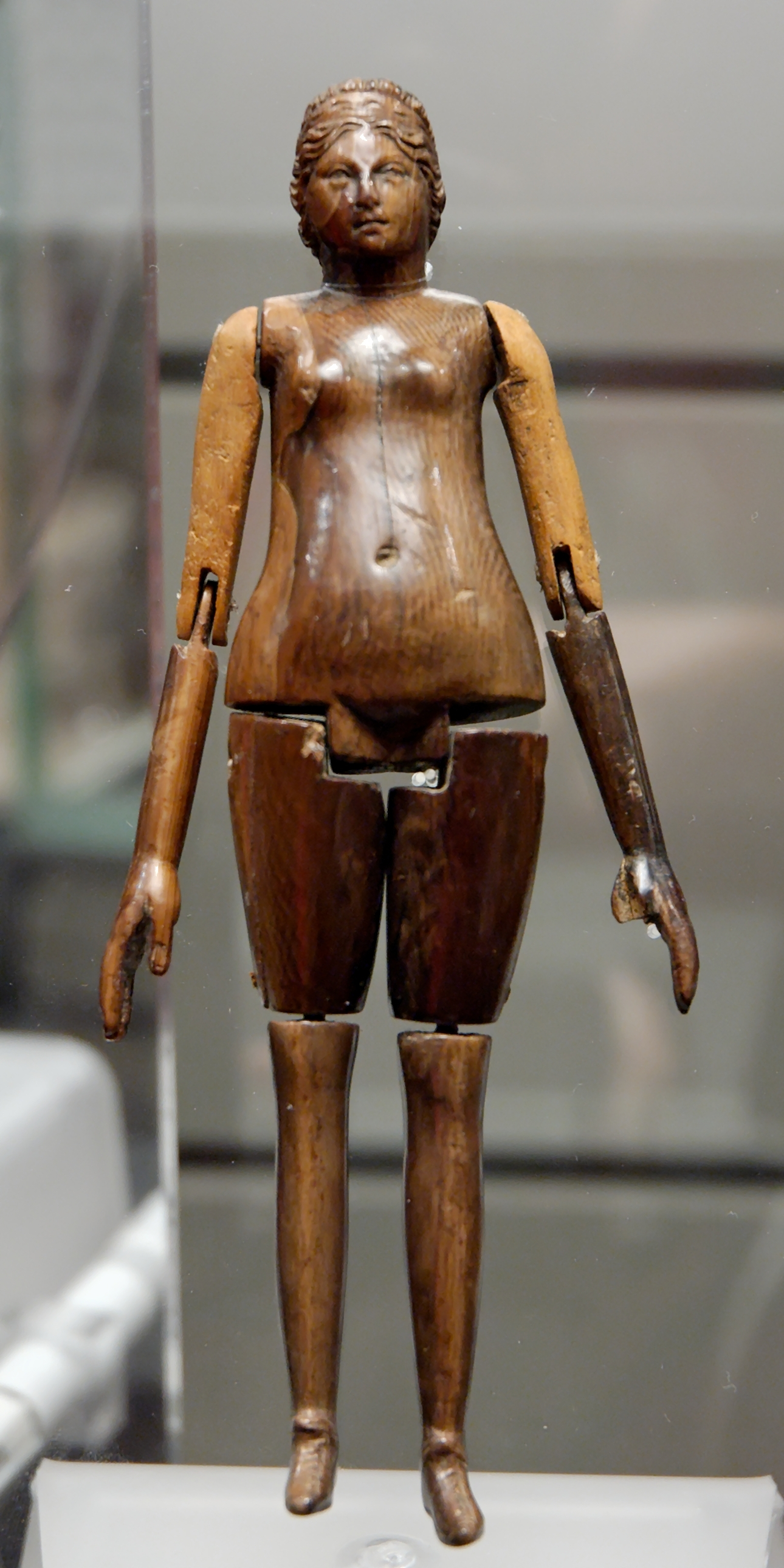
Bambola snodabile trovata con la Mummia di Grottarossa - Museo Nazionale Romano

### Architetture civili
- Castello di Torcrescenza o della Crescenza, su via del Casale della Crescenza. Castello del XIII secolo.
- Torre Annunziatella, su via di torre Torre Annunziatella. Torre medioevale. 41.977208°N 12.457005°E
- Torre Molinario, su via di Valle Vescovo. Torre piezometrica del '900. 41.973545°N 12.477446°E
- Villa la Gioconda, su via di Grottarossa. Villa del XX secolo (1960). 41.973545°N 12.477446°E

Progetto dell'architetto Luigi Walter Moretti.

### Architetture religiose
- Chiesa di Santa Maria Immacolata a Grottarossa, su via Flaminia. Chiesa del XX secolo (1935).

### Siti archeologici
- Sepolcro di Marco Nonio Macrino o Tomba del Gladiatore, su via Vitorchiano. 41.955752°N 12.487456°E

Scoperto nel 2003 è probabilmente il più importante rinvenimento archeologico dal dopoguerra ad oggi. Il sito si trova a pochi metri dalla stazione di Due Ponti. Ospita un consistente tratto di basolato originale della Flaminia antica al V miglio, in un tratto conservatosi miracolosamente integro sotto circa 7 metri di terreno alluvionale e soprattutto una monumentale necropoli con colonne, capitelli, timpani, lastre decorate ed iscrizioni.
- Villa romana presso il VI miglio della Via Flaminia, su via Flaminia. Villa del II secolo.[8] 41.962952°N 12.489582°E
- Tomba di Fadilla, su via dei Casali Molinaro. Tomba rupestre del II-III secolo.[9]
- Tomba dei Nasoni, su via Flaminia Vecchia. Sepolcro dell'età imperiale.[10]
- Mausoleo presso il VI miglio della Via Flaminia, su via Flaminia. Sepolcro dell'età imperiale. 41.963477°N 12.490064°E
- Mausoleo a torre presso il VI miglio della Via Flaminia, su via Flaminia. Sepolcro dell'età imperiale. 41.962912°N 12.490431°E
- Mausoleo della via Flaminia, su via Carlo Emery. Sepolcro dell'età imperiale. 41.980697°N 12.494468°E
- Sepolcro, su via Carlo Emery. Sepolcro dell'età imperiale. 41.980066°N 12.493905°E
- Tratto di Basolato romano della via Flaminia, su via Carlo Emery. 41.980998°N 12.494213°E
- Fornace, su via Carlo Emery. Fornace dell'età imperiale. 41.980397°N 12.494374°E

### La mummia di Grottarossa
Il 6 febbraio 1964, durante i lavori di un cantiere edile in via Abbadia San Salvatore (attuale via Cassia 952), fu scoperta una sepoltura del II secolo con il corpo mummificato di una bambina di 8-10 anni circa.
Normalmente nella Roma antica non si utilizzava questa tecnica per la conservazione delle salme, per questo, la cosiddetta mummia di Grottarossa, è forse un caso unico. La mummia è attualmente conservata, all'interno di un'urna, in una sala del Museo nazionale romano di palazzo Massimo insieme al suo corredo funerario, costituito da numerosi oggetti interessanti e curiosi, come ad esempio una bambola snodabile, tutti ritrovati nella tomba accanto al corpo della fanciulla.
Data la singolarità della conservazione del corpo, si è ipotizzato che la fanciulla appartenesse ad una famiglia patrizia convertita al rito della dea egizia Iside, culto molto diffuso nel mondo romano nel I e II secolo d.C., come si può vedere da altri monumenti romani quali la Piramide Cestia.

## Teatro
- GranTeatro, su piazza Sandro Ciotti.

## Geografia antropica

### Urbanistica
Nel territorio di Grottarossa si estendono le zone urbanistiche 20E Grotta Rossa Ovest e 20F Grotta Rossa Est.

## Frazioni
Grottarossa comprende la frazione di Saxa Rubra.

## Infrastrutture e trasporti
|  | È raggiungibile dalle stazioni: Due Ponti, Grottarossa, Saxa Rubra e Centro Rai. |

Fra il 1906 e il 1932 la località era servita da una fermata della tranvia Roma-Civita Castellana, gestita dalla Società Romana per le Ferrovie del Nord (SRFN).